# 1931 en Italie
Chronologie de l'Italie
- 1927
- 1928
- 1929
- 1930
- 1931
- 1932
- 1933
- 1934
- 1935

Cette page concerne l'année 1931 du calendrier grégorien.

## Événements
- 20 janvier : l'armée italienne du général Rodolfo Graziani attaque puis occupe l'oasis de Koufra, dernière possession des Senoussi, achevant la reconquête de la Libye italienne[1].

- 3 février : arrestation de l’anarchiste Michele Schirru soupçonné de préparer un attentat contre le Duce. Après une tentative de suicide, il est condamné à mort le 28 mai et fusillé le lendemain[2].

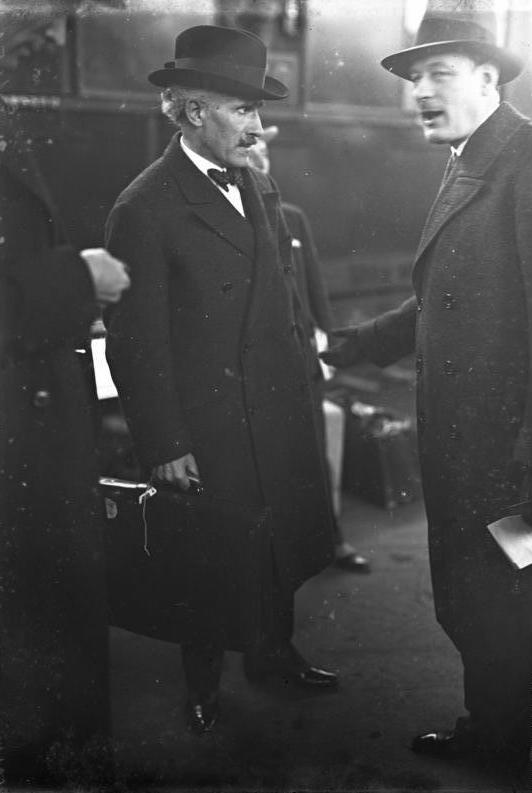
Les fascistes giflent Toscanini !

- 14 mai : Arturo Toscanini est giflé par un fasciste pour avoir refusé de diriger l'hymne fasciste à l'ouverture de son concert au Teatro Comunale de Bologne[3].
- 15 mai : le pape Pie XI publie l’encyclique Quadragesimo anno sur les droits des travailleurs[4].
- 29 mai : le gouvernement (Giovanni Giuriati) dissout les organisations de jeunesse non fascistes. L’ONB (Opera Nazionale Balilla) a le monopole sur la jeunesse. Devant la menace pesant sur l’Action catholique, le Vatican prend ses distances avec le régime (encyclique Non abbiamo bisogno)[5].

- 7 août : première édition moderne de la Giostra del Saracino, reconstitution de joutes médiévales à Arezzo[6].

- 2 septembre : accord de compromis entre le Saint-Siège et le gouvernement fasciste du royaume d’Italie : les activités politiques et syndicales de l’Action catholique sont interdites[7].
- 13 novembre : après une série d’interventions visant à contrecarrer les effets de la grande récession, le régime fasciste institue l’IMI (Istituto Mobiliare Italiano (it)) chargé d’aider les industries en détresse, si nécessaire par des prises de participation[8].

- 7 décembre : démission d'Augusto Turati du poste de secrétaire du Parti national fasciste à la suite de désaccords avec d'autres leaders fascistes. Il est remplacé par Achille Starace[9]. Aux objections émises par les autres hiérarques qui lui signalent sa modeste acuité d'esprit, Mussolini répond : «... un crétin, oui, mais obéissant !»[10].

## Économie

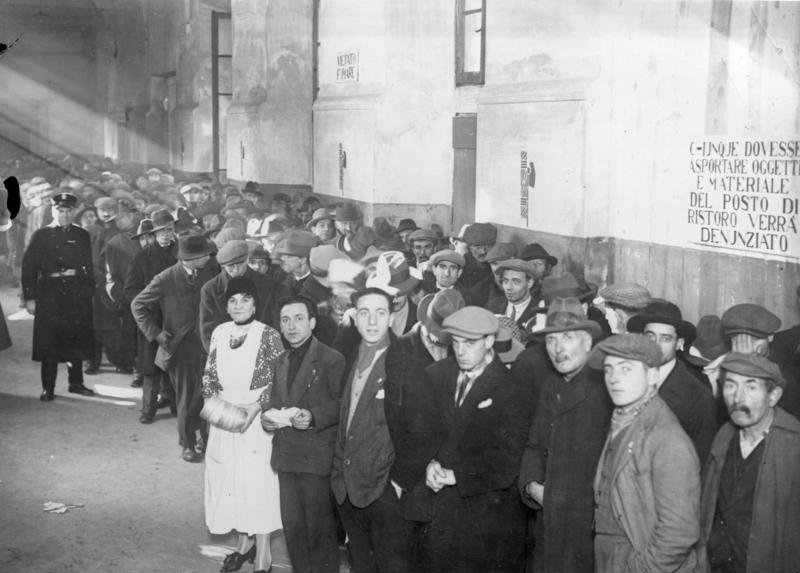
Chômeurs italiens attendant l'embauche devant une usine.

- Succès de la nouvelle politique agricole nationale, six ans après son lancement. Les rendements du blé en Italie augmentent très sensiblement à 16,1 quintaux à l'hectare, permettant d'atteindre l'autosuffisance alimentaire (81 millions de tonnes) et de quasiment combler le déficit de la balance commerciale de 5 milliards de livres sterling. Cette politique a eu cependant d'importantes répercussions sur l'économie italienne. L'attention portée sur le blé au détriment des autres cultures a entraîné une diminution importante de la production de raisin, d'olives et d'agrumes qui jusque-là avaient formé l'essentiel des exportations agricoles italiennes.
- 41 177 000 habitants en Italie.

## Culture

### Cinéma
- Octobre : sortie de La Lanterne du diable (La lanterna del diavolo), film dramatique réalisé par Carlo Campogalliani

### Littérature

#### Livres parus en 1931
- Gog, roman de Giovanni Papini publié par les éditions Vallecchi.

#### Prix et récompenses
- Prix Bagutta : Giovanni Titta Rosa (it), Il varco nel muro, (Carabba)
- Prix Viareggio : Corrado Tumiati, I tetti rossi

## Naissances en 1931
- 1er janvier : Lorenzo Nuvoletta, chef de clan de la Camorra. († 7 avril 1994)
- 4 janvier : Guido Messina, coureur cycliste, spécialiste de la piste, champion olympique de poursuite par équipes et quintuple champion du monde de poursuite individuelle. († 10 janvier 2020)
- 9 février : Grazia Nidasio, auteure de bande dessinée. († 24 décembre 2018)
- 19 février : Camillo Ruini, cardinal-vicaire émérite de Rome.
- 25 février : Lorenzo Acquarone, avocat, professeur d’université et homme politique, député des XIIe, XIIIe et XIVe législatures. († 24 mars 2020)
- 3 mars : Giovanni Battista Rabino, syndicaliste et homme politique, député lors des IXe  et Xe législatures (1983-1992), puis sénateur (1992-1994). († 12 mars 2020)
- 9 avril : Leone Frollo, dessinateur et scénariste de bande dessinée, acteur. († 17 octobre 2018)
- 11 avril : Sergio Sebastiani, cardinal, président émérite des affaires économiques du Saint-Siège.
- 10 mai : Ettore Scola, réalisateur. († 19 janvier 2016)
- 24 juillet : Ermanno Olmi, réalisateur. († 7 mai 2018)
- 10 août : Antonino Riccardo Luciani (it), musicien, chef d'orchestre et compositeur. († 29 janvier 2020)
- 16 août : Alessandro Mendini, architecte et designer. († 18 février 2019)
- 6 septembre : Nino Staffieri, évêque catholique. († 31 juillet 2018)
- 22 septembre : Nello Santi, chef d'orchestre. († 6 février 2020)
- 6 octobre : Riccardo Giacconi, physicien. († 9 décembre 2018)

## Décès en 1931
- 11 janvier : Giovanni Boldini, 88 ans, peintre. (° 31 décembre 1842)
- 17 mars : Pietro Maffi, 72 ans, cardinal, archevêque de Pise de 1903 à 1931. (° 12 octobre 1858)
- 10 septembre : Salvatore Maranzano, 45 ans, mafioso italo-américain. (° 31 juillet 1886)
- 20 septembre : Ugo Falena, 56 ans, réalisateur de cinéma de la période du muet et librettiste d'opéra. (° 25 avril 1875)
- 4 novembre : Luigi Galleani, 70 ans, théoricien anarchiste, éditeur du journal Cronaca Sovversiva. (° 12 août 1861)
- 10 décembre : Enrico Corradini, 66 ans, écrivain et homme politique. (° 20 juillet 1865)